# Neothyonidium armatum
Neothyonidium armatum är en sjögurkeart som beskrevs av Pawson 1965. Neothyonidium armatum ingår i släktet Neothyonidium och familjen svanssjögurkor. Inga underarter finns listade i Catalogue of Life.